# NGC 7001
NGC 7001 é uma galáxia espiral (Sab) localizada na direcção da constelação de Aquarius. Possui uma declinação de -00° 11' 41" e uma ascensão recta de 21 horas, 01 minutos e 07,7 segundos.
A galáxia NGC 7001 foi descoberta em 21 de Julho de 1827 por John Herschel.